# 吉竹エリ
吉竹 エリ（よしたけ えり、1970年6月23日 - ）は、福岡県出身のファッションモデルであり、タレント、歌手である。元ジュネス所属。
1987年（昭和62年）に芸映オーディションにて受賞。その後、1990年（平成2年）度の 『旭化成せんいキャンペーンモデル』に選出された。
1990年（平成2年）にテレビの深夜番組 『オールナイトフジ』（フジテレビ）にレギュラー出演したが、そこでは共演の守口文子、森川さくら、太田陽子、岩崎静子、片山亜紀、高杉須緒美、徳元かずみ、相沢千賀子、露木由美とともに、女性グループ 『シーエックス』（2代目）を結成、その一員として活動していた。

## 出演
- ASAHI KASEI Catch the POP（TOKYO FM）

## ビデオ
- スーパー・ハイレグ'90（パワースポーツ、1990年）
- 桃色探偵団（バンダイメディア、1990年）

## 写真集
- 『E.Y.W. ―吉竹エリ写真集』 （近代映画社、1990年4月）
- 『アゲイン ―吉竹エリ写真集』 （音楽専科社、1992年8月）
- 『キャンペンガール くびれてるぜ!! スーパーハイレグ’90』（ビッグマン、1990年）